# اقتصاد سانت كيتس ونيفيس
اقتصاد سانت كيتس ونيفيس اعتمد تقليدياً على زراعة ومعالجة قصب السكر؛ لكن انخفاض الأسعار العالمية قد أضر بهذه الصناعة في السنوات الأخيرة. واستأنفت السياحة، والصناعة التحويلية الموجهة نحو التصدير، ومصرف أوفشور النشاط الاقتصادي. ويتم استيراد معظم المواد الغذائية. وقد اتخذت الحكومة برنامجاً يهدف إلى تنشيط قطاع السكر المتعثر. كما أنها تعمل على تحسين تحصيل الإيرادات من أجل البرامج الاجتماعية. في عام 1997 حث بعض القادة في نيفيس على الانفصال عن سانت كيتس على أساس أن نيفيس كانت تدفع أكثر بكثير من الضرائب مما كان تتقاضاه في الخدمات الحكومية، ولكن التصويت فشل في أغسطس 1998. وفي أواخر سبتمبر 1998 تسبب إعصار جورج في أضرار تقدر بحوالي 445,000,000 دولار وحد من نمو الناتج المحلي الإجمالي لهذا العام.